# Pierre Hamon
Pour les articles homonymes, voir Pierre Hamon (homonymie) et Hamon.
Pierre Hamon est un maître écrivain français né vers 1530 et mort à Paris en 1569.

## Biographie
Né à Blois vers 1530, il est l’auteur de traités d’écriture imprimés à Paris et à Lyon au milieu du XVIe siècle, dont certains tailleurs de caractères se sont inspirés. Il avait eu le projet de recueillir un grand nombre de modèles d'écritures anciennes, et travailla pour cela en 1566 et 1567 dans les archives de plusieurs abbayes parisiennes ou alentour (Saint-Denis, Saint-Victor, Saint-Germain des Prés, Saint-Pierre de Melun) et à la Bibliothèque royale de Fontainebleau. Son entreprise n'alla pas loin, mais fut réutilisée plus tard par Jean Mabillon pour son De re diplomatica.
D'abord maître d'écriture de Charles IX puis de Henri III, il fut ensuite employé par Charles IX comme secrétaire de sa Chambre dès 1564. Il fut exécuté le 7 mars 1569 en place de Grève, accusé d'avoir contrefait la signature royale et écrit des libelles contre le roi, soit pour fait de religion (il était protestant)[pas clair]. Les sources discordent à cet égard ; il figure en tout cas dans les martyrologes réformés. C'est à la suite de cette affaire que Charles IX créa en 1570 la Communauté des maîtres écrivains jurés, pour réglementer et surveiller cette profession.
Au titre de certaines de ses éditions, il se qualifie de maistre de la Plume d'or, titre dont la signification doit être précisé. Peut-être est la mention d'une confrérie équivalente à la Plume couronnée, qui était instituée dans les Anciens Pays-Bas ?
Un contrat de 1561 révèle qu'il a fourni les "exemplaires et alphabetz" (c'est-à-dire les modèles) d'une "lettre française" (c'est-à-dire d'une police de caractères de civilité) qui fut gravée par Philippe Danfrie cette année-là. Il fut aussi occasionnellement associé à Jean Le Royer pour l'édition d'un ouvrage : Saint Basile de Césarée, Harangue de sainct Basile le grand à ses jeunes disciples et neveux... (Paris : Jean Le Royer et Pierre Hamon, 1561. 8°, Paris BNF).

## Œuvres manuscrites
- Exemple de lettre mignarde. Chicago, Newberry Library (reproduit dans Mediavilla p. 140-141)
- Recueil manuscrit d'anciennes écritures (vers 1566-1567) : Paris BNF (Mss.) : Ms. fr. 19116 (feuillets 1-45 et 71-77). Numérisé sur Gallica. Reproduction photographique à Chicago NL : Wing ZW-fac 539.H 18. Sur ce recueil, voir Omont 1901.
- Description de la cour du Grand Seigneur et de l'Empire ottoman du temps de Soliman II. Manuscrit en cinq livres calligraphié par Pierre Hamon, daté 1556. Paris BNF (Mss.) : ms. italien 49.

Hamon était également dessinateur de cartes :
- Deux cartes de France tracées en 1568 et dédiées à Charles IX ou à Catherine de Médicis. Paris BNF (Cartes et Plans) : GE D-8505. Numérisée sur Gallica.
- Description des Gaules en douze cartes. Manuscrit sur parchemin, dédié au cardinal Charles de Lorraine. Perdu, cité d'après La Croix Du Maine II p. 289.

## Œuvres gravées

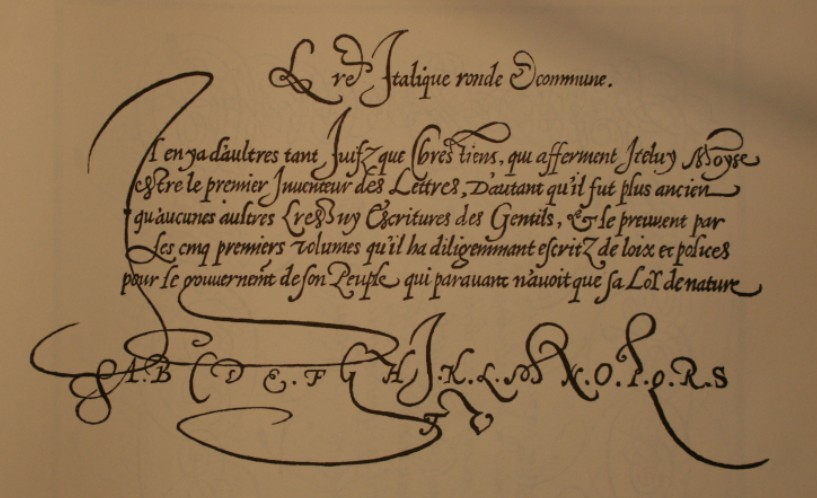
L'Italique ronde de Pierre Hamon (1580).

- Alphabet de l'invention et utilité des lettres et karactères en diverses écritures. Paris : Jean Le Royer, 1561. 4° obl., 18 planches gravées sur cuivre. Ouvrage dédié au duc d'Orléans et précédé d'un sonnet de Ronsard. London BL : C.107.c.32. Il est réédité plusieurs fois à Paris (Robert Estienne, 1567 (Paris BNF), puis veuve de Robert Micard, 1602) et à Lyon (Loys Clocquemin, 1580). Cat. Destailleur n° 840 et 841. Sept planches repr. dans Jessen 1936 pl. 82-83a, 162-163, une dans Bank 1955 p. 266.
- Alphabet de plusieurs sortes de lettres, par Pierre Hamon Blaesien, escrivain du Roy et secrétaire de sa chambre. Paris : Robert Estienne, 1567. 4° obl., 38 pl. gravées en taille-douce (Paris BNF : RES P-V-404). Une planche repr. dans Jimenes p. 31. Il existe d'autres réémissions à Paris. Il existe de cet ouvrage une copie par le maître écrivain François Nicolas Bédigis (collection Taupier n° 63).
- Exemplaires pour bien et proprement escrire la langue françoise, contenant plusieurs sentences morales de divers autheurs, pour l'instruction de la jeunesse.... Paris : Nicolas Bonfons, s.d. 4° obl., 28 f. Cat. Destailleur n° 841.